# Gegantisme del mar profund

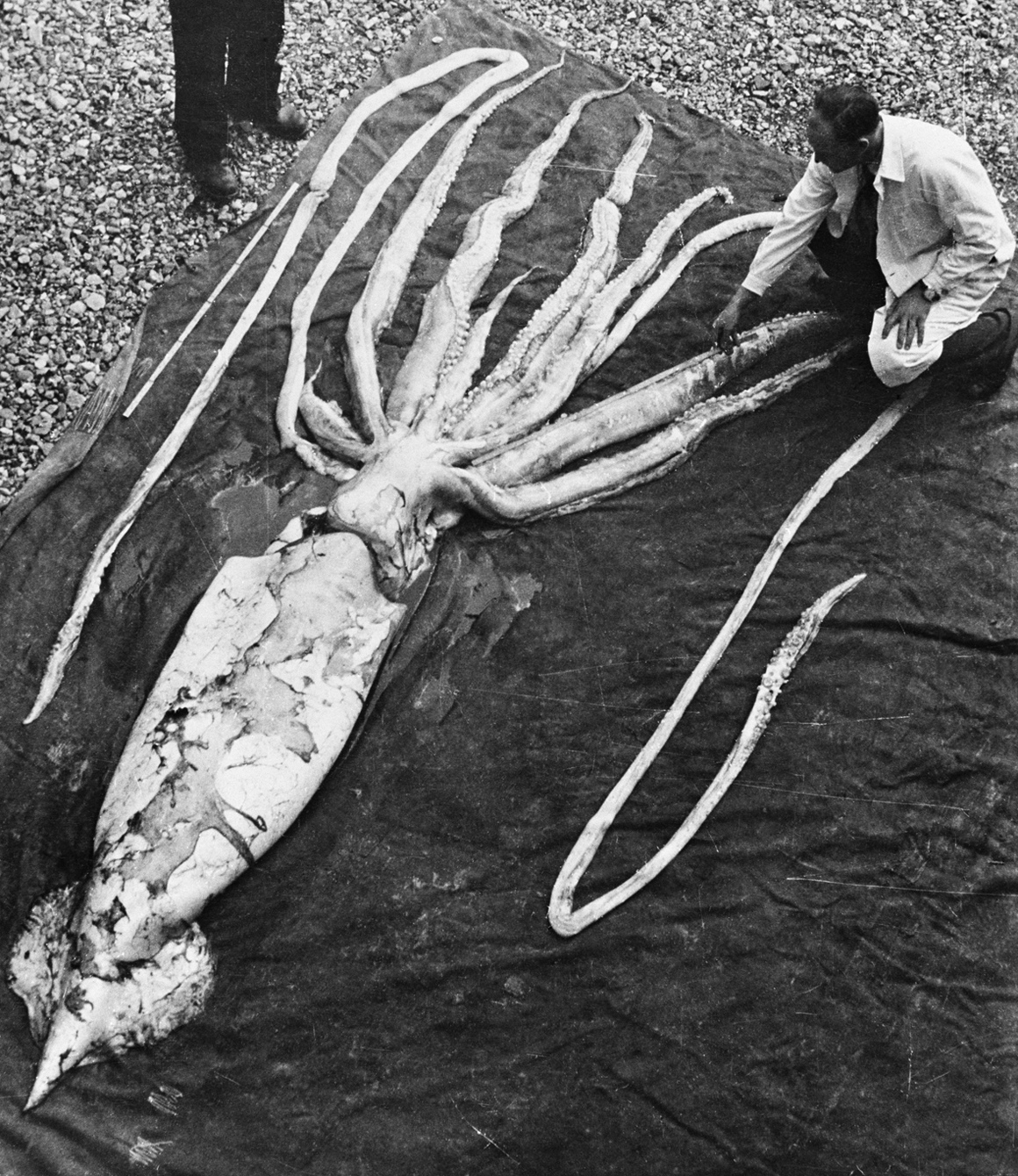
Examen d'un calamar gegant de 9 m, el segon cefalòpode més gran conegut, que va arribar a la costa a Noruega

En zoologia, el gegantisme del mar profund o el gegantisme abisal és la tendència que les espècies d'invertebrats i altres animals que viuen en aigües profundes siguin més grans que els seus parents d'aigües més superficials en una àmplia gamma taxonòmica.
Les explicacions proposades per a aquest tipus de gegantisme inclouen la temperatura més freda, l'escassetat d'aliments, la reduïda pressió de depredació, i l'augment de les concentracions d'oxigen dissolt a les profunditats del mar.
La inaccessibilitat dels hàbitats abissals ha dificultat l'estudi d'aquest tema.

## Rang taxonòmic
En els crustacis marins, s'ha observat la tendència a augmentar la mida amb la profunditat en mísids, eufausiacis, decàpodes, isòpodes i amfípodes.
Els no-artròpodes en els quals s'ha observat gegantisme del mar profund són els cefalòpodes, cnidaris i anguiles de l'ordre dels Anguilliformes.
| «                              | Altres [animals] assoleixen sota ells proporcions gegantines. Són especialment certs crustacis els que presenten aquesta darrera peculiaritat, però no tots els crustacis, ja que les formes semblants als escamarlans a les profunditats del mar són de mida normal. Ja m'he referit a un Pycnogonid [aranya marina] gegant que vam dragar. El senyor Agassiz va dragar un isòpode gegant d'11 polzades [28 centímetres] de llarg. També vam dragar un Ostracod gegant. Durant més de 125 anys, els científics han contemplat la mida extrema del Bathynomus giganteus. | » |
| — Henry Nottidge Moseley, 1880 | |   |

Exemples de gegantisme del mar profund inclouen la gran medusa vermella, l'isòpode gegant, l'ostràcode gegant, l'aranya marina gegant, l'amfípode gegant, el cranc gegant del Japó, el Regalecus glesne, el Regalecus glesne, el pop de set braços, i un nombre d'espècies de calamars: el calamar colossal (fins a 14 m de llargària), el calamar gegant (fins a 12 m), Onykia robusta, Taningia danae, Galiteuthis phyllura, Kondakovia longimana, i el Magnapinna.

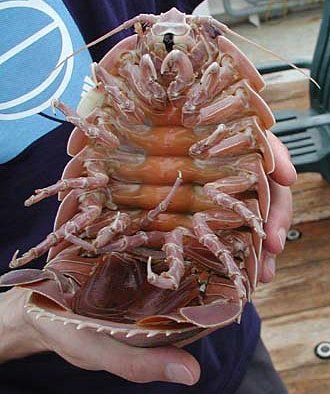
Un isòpode gegant (Bathynomus giganteus) pot assolir fins a 0,76 m de llargada.
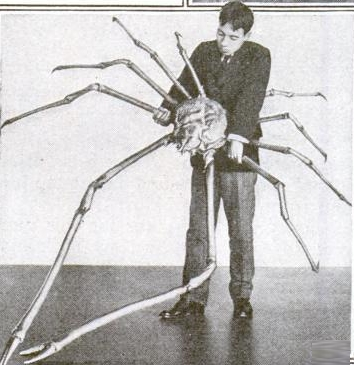
Un cranc gegant del Japó, les potes esteses del qual mesuraven 3,7 m de diàmetre
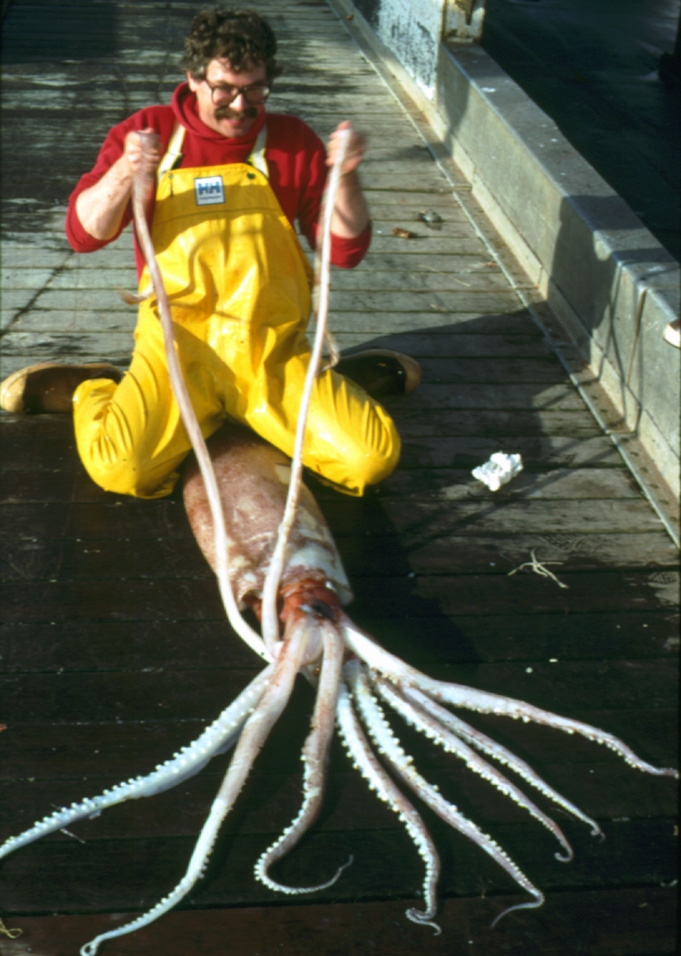
Un calamar robust, el cos del qual arriba als 2 m de llargada, capturat a Alaska

El gegantisme del mar profund no s'observa generalment a la meiofauna (organismes que poden passar per una malla d'1 mm), que en realitat presenten la tendència inversa de disminuir la mida amb la profunditat.

## Possibles explicacions

### Temperatures baixes
En els crustacis, s'ha proposat que l'explicació de l'augment de mida amb la profunditat és similar a la de l'augment de mida amb la latitud (regla de Bergmann); ambdues tendències impliquen augmentar la mida amb la disminució de la temperatura.
La tendència amb la latitud s'ha observat en alguns dels mateixos grups, tant en comparacions d'espècies relacionades, com en espècies àmpliament distribuïdes. Es creu que la disminució de la temperatura provoca un augment de la mida de les cèl·lules i un augment de la vida útil (aquest últim també s'associa amb un retard en la maduresa sexual); aquestes dues coses condueixen a un augment de la mida corporal màxima (el creixement continuat al llarg de la vida és característic dels crustacis). En les aigües àrtiques i antàrtiques on hi ha un gradient de temperatura vertical reduït, també hi ha una tendència reduïda a augmentar la mida corporal amb la profunditat, argumentant que la pressió hidroestàtica sigui un paràmetre important.

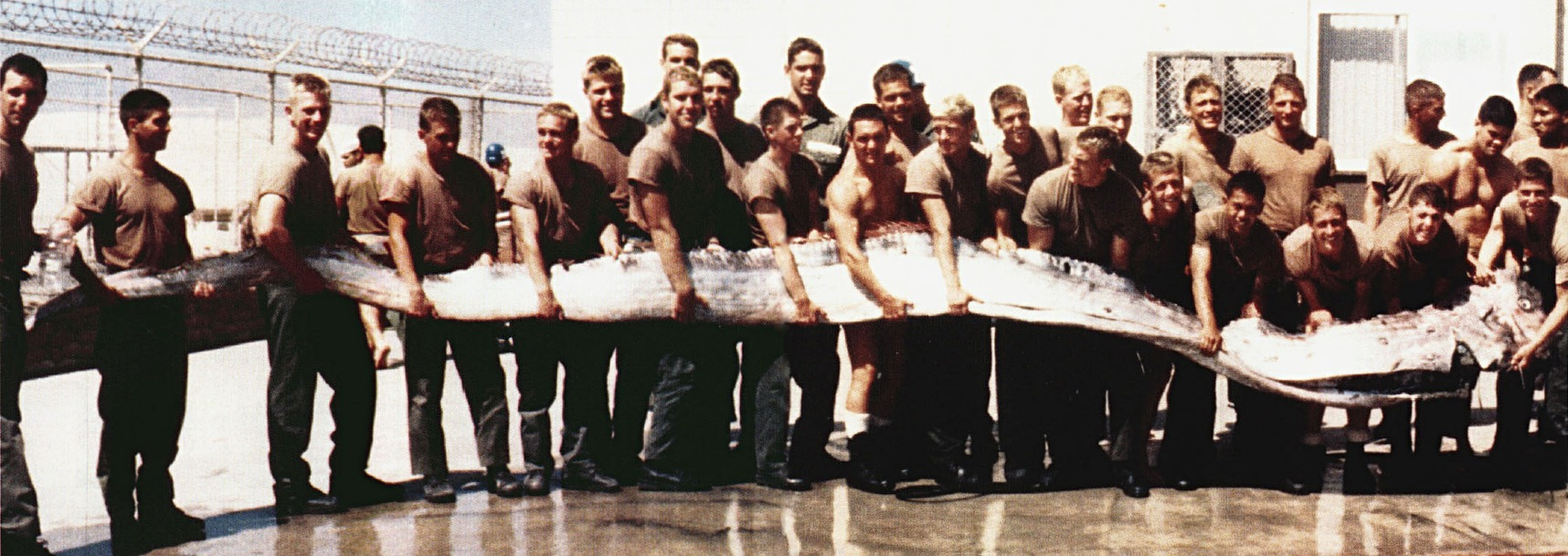
Un Regalecus glesne de 7 m capturat a Califòrnia

La temperatura no sembla tenir un paper similar en influir en la mida dels cucs tubulars gegants. El Riftia pachyptila, que viu en comunitats en fumaroles hidrotermals a temperatures ambient de 2 a 30 °C, assoleix longituds de 2,7 m, comparables a les de Lamellibrachia luymesi, que viu a les emanació freda. El primer, però, té taxes de creixement ràpides i una vida curta d'uns 2 anys, mentre que el segon és de creixement lent i pot viure més de 250 anys.

### Escassetat d'aliments
També es creu que l'escassetat d'aliments a profunditats superiors a 400 m és un factor, ja que una mida corporal més gran pot millorar la capacitat d'alimentació de recursos àmpliament dispersos. En organismes amb ous o larves planctònics, un altre possible avantatge és que la descendència més gran, amb majors reserves inicials d'aliments emmagatzemats, pot moure's a distàncies més grans.
Com a exemple d'adaptació a aquesta situació, els isòpodes gegants acumulen aliments quan estan disponibles, distendent el seu cos fins al punt de comprometre la capacitat de locomoció; també poden sobreviure 5 anys sense menjar en captivitat.
Segons la Llei de Kleiber, com més gran es fa un animal, més eficient es fa el seu metabolisme; és a dir, la taxa metabòlica d'un animal s'escala a aproximadament la potència ¾ de la seva massa. En condicions de subministrament d'aliments limitat, això pot proporcionar un benefici addicional a les grans dimensions.

### Reducció de la pressió dels depredadors
Una possible influència addicional és la reducció de la pressió de depredació en les aigües més profundes. Un estudi de braquiòpodes va trobar que la depredació era gairebé un ordre de magnitud menys freqüent a les profunditats més grans que a les aigües poc profundes.

### Increment de l'oxigen dissolt
També es creu que els nivells d'oxigen dissolt tenen un paper en el gigantisme de les profunditats. Un estudi de 1999 sobre crustacis amfípodes bentònics va trobar que la mida màxima potencial de l'organisme es correlaciona directament amb l'augment dels nivells d'oxigen dissolt d'aigües més profundes. Se sap que la solubilitat de l'oxigen dissolt als oceans augmenta amb la profunditat a causa de l'augment de la pressió, la disminució dels nivells de salinitat i la temperatura.

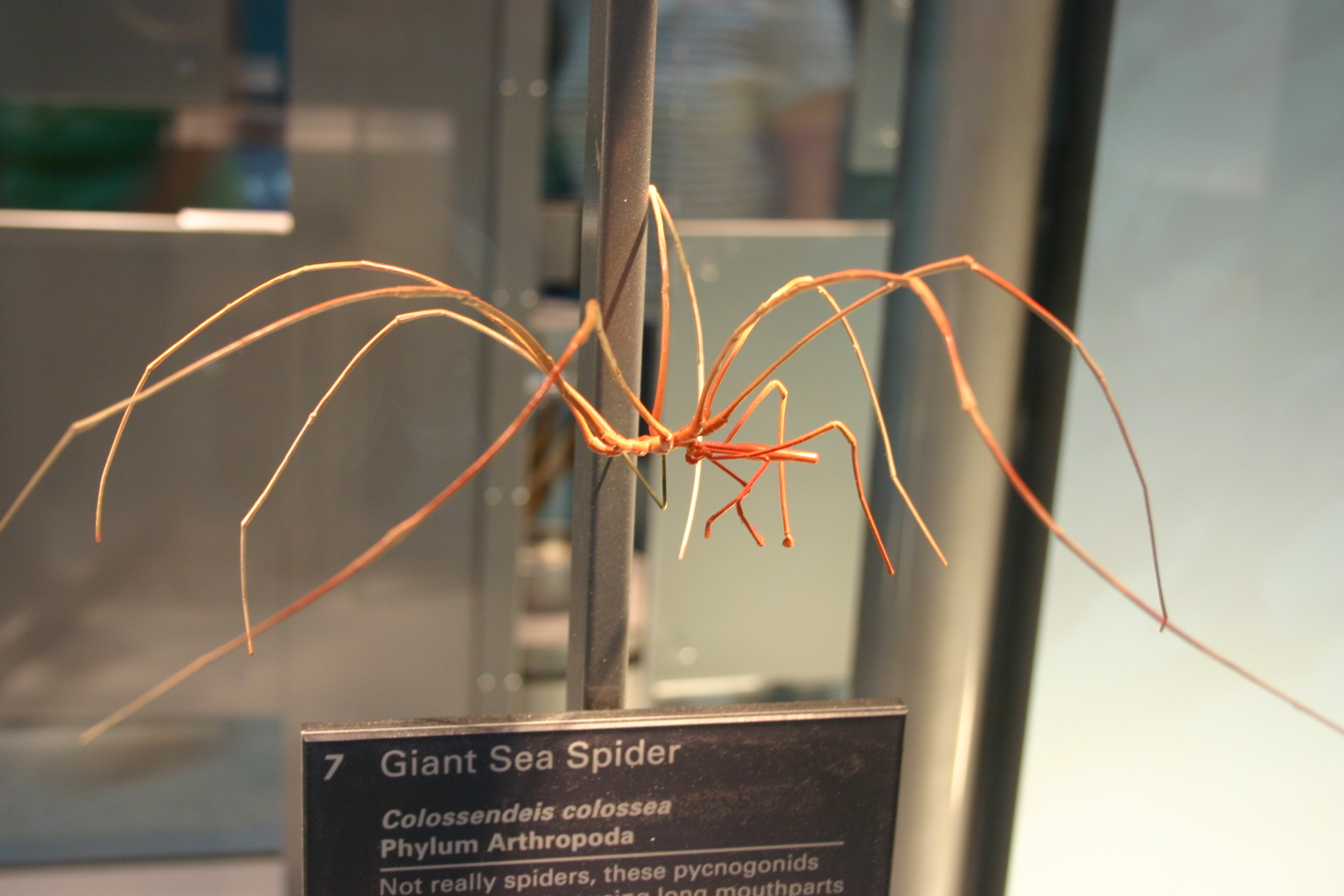
Una aranya marina Colossendeis colossea, exposada al Smithsonian
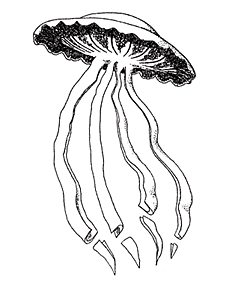
Una medusa Stygiomedusa, que pot créixer fins a 10 m (de llargada
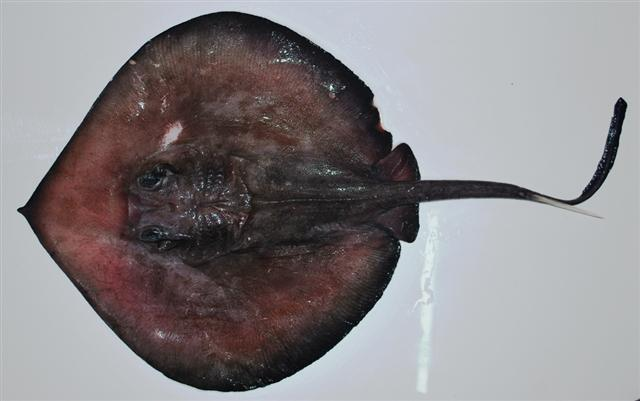
Una raia gegant (Plesiobatis daviesi), que pot arribar a mesurar fins a 2,7 × 1,5 m de mida.

La teoria proposada darrere d'aquesta tendència és que el gegantisme del mar profund podria ser un tret adaptatiu per combatre l'asfíxia a les aigües oceàniques. Els organismes més grans són capaços d'ingerir més oxigen dissolt dins de l'oceà, permetent una respiració suficient. No obstant això, aquesta major absorció d'oxigen corre el risc d'intoxicació per toxicitat on un organisme pot tenir nivells d'oxigen tan alts que esdevenen nocius i verinosos.